# Mittleres Schloss (Pähl)
Das Mittlere Schloss Pähl war ein Herrensitz und eines von ursprünglich drei Schlössern in Pähl im oberbayerischen Landkreis Weilheim-Schongau. Es ist nicht erhalten.

## Geschichte
Das Hochschloss Pähl befand sich bis 1618 im Besitz der Wittelsbacher Herzöge. Die Herren von Berndorf besaßen dagegen seit 1531 das mittlere Schloss und seit etwa 1558 auch das untere Schloss in Pähl. Das mittlere Schloss wurde 1632 beim Einfall der Schweden vollständig zerstört.